# Boca del Monte, Santiago Tuxtla
Boca del Monte är en ort i Mexiko.   Den ligger i kommunen Santiago Tuxtla och delstaten Veracruz, i den sydöstra delen av landet, 400 km öster om huvudstaden Mexico City. Boca del Monte ligger 60 meter över havet och antalet invånare är 519.
Terrängen runt Boca del Monte är platt åt sydväst, men åt nordost är den kuperad. Runt Boca del Monte är det ganska tätbefolkat, med 80 invånare per kvadratkilometer. Närmaste större samhälle är San Andres Tuxtla, 18,5 km öster om Boca del Monte. Omgivningarna runt Boca del Monte är en mosaik av jordbruksmark och naturlig växtlighet.